# Daniel Berset

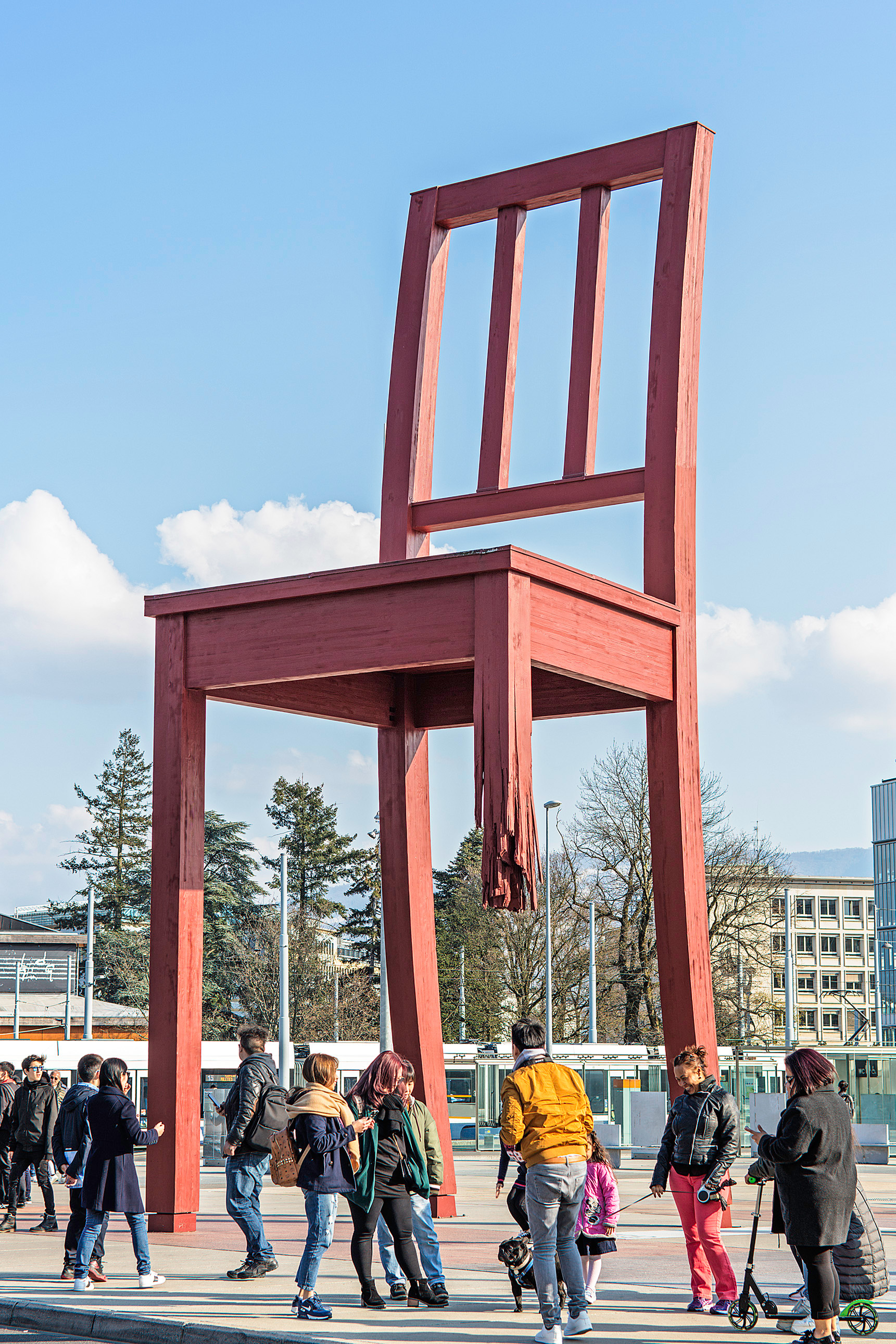
Broken Chair, Symbol des Kampfs gegen Antipersonenminen, 2019, Genf Place des Nations

Daniel Berset (geb. 30. September 1953 in Biel) ist ein Schweizer Bildhauer, Grafiker und Maler.

## Ausbildung und Karriere
Nach der Maturität Typ C in Genf besuchte Berset ab 1975 die École des arts décoratifs, eine gewerbliche Kunstschule in Genf, und setzte seine Studien 1978 bis 1983 an der Middlesex Polytechnic School in London fort. Nach dem dortigen Diplomabschluss erwarb er nach seiner Rückkehr 1984–1985 ebenfalls ein Diplom an der École Supérieure des Beaux-Arts. 
1985 erhielt er ein Stipendium der Eidgenossenschaft, er für einen Parisaufenthalt nutzte. Erste Einzel- und Gemeinschaftsausstellungen waren 1986 und 1991 in der privaten Galerie Eric Franck, 1986 im Palais de l’Athénée. 1990 schloss sich La Placette, der Kunstpreis der Stadt Genf an, der mit einer Ausstellung in der Halle Sud der Stadt verbunden war. Weitere wichtige Ausstellungen vor der Jahrtausendwende waren im Kunsthaus Pasquart Biel/Bienne 1994 und im Musée d’art et d’histoire in Genf 1997.